# Apanteles fallax
Apanteles fallax är en stekelart som beskrevs av De Saeger 1944. Apanteles fallax ingår i släktet Apanteles och familjen bracksteklar. Inga underarter finns listade i Catalogue of Life.